# Tunbridge Wells (borough)
Tunbridge Wells è un borough del Kent, Inghilterra, Regno Unito, con sede a Royal Tunbridge Wells.
Il distretto fu creato con il Local Government Act 1972, il 1º aprile, 1974 dalla fusione dei Municipal Borough di Royal Tunbridge Wells col Distretto urbano di Southborough, il Distretto rurale di Cranbrook e parte del Distretto rurale di Tonbridge.

## Ward e parrocchie
Il consiglio di distretto comprende 48 rappresentanti delle 20 wards del borough: 8 nel capoluogo (Broadwater, Culverden, Pantiles & St Marks, Park, Rusthall, Sherwood & St John's e St. James) e le altre nelle zone rurali.
Nel borough esistono poi le seguenti parrocchie, che escludono l'area del capoluogo:
- Benenden
- Bidborough
- Brenchley
- Capel
- Cranbrook
- Frittenden
- Goudhurst
- Hawkhurst
- Horsmonden
- Lamberhurst
- Paddock Wood
- Pembury
- Sandhurst
- Southborough
- Speldhurst